# جف پارک
جف پارک (انگلیسی: Jeff Parke؛ زادهٔ ۲۳ مارس ۱۹۸۲) یک بازیکن فوتبال اهل ایالات متحده آمریکا است.
وی همچنین در تیم ملی فوتبال ایالات متحده آمریکا بازی کرده است.